# Csupor Dezső
Csupor Dezső (Marosvásárhely, 1979. február 19. –) gyógyszerész, kutató, egyetemi oktató, tudományos újságíró.

## Életpályája
Általános iskolai tanulmányait Csíkszentmártonban, Székelyudvarhelyen és Jakabszálláson végezte, a Kecskeméti Református Kollégium Gimnáziumában érettségizett. Gyógyszerészi tanulmányait a Szegedi Tudományegyetemen folytatta, ahol gyógyszerészi diplomája mellett magyar–angol gyógyszerészi szakfordítói képesítést is szerzett. Doktori tanulmányait a Szegedi Tudományegyetem Gyógyszerésztudományi Karának Farmakognóziai Intézetében végezte Hohmann Judit irányításával. Kutatási témája a sisakvirág fajok alkaloidjainak vizsgálata volt, doktori fokozatát 2007-ben szerezte meg. 2015-ben habilitált, 2022-ben MTA doktora fokozatot szerzett, disszertációjának címe: Gyógynövények és növényi hatóanyagok biztonságossága és hatásossága fitokémiai és farmakológiai vizsgálatok tükrében.
Pályakezdése óta a Szegedi Tudományegyetem Gyógyszerésztudományi Karán oktat, jelenleg (2023-ban) a Klinikai Gyógyszerészeti Intézet intézetvezető egyetemi tanára és a Farmakognóziai Intézet egyetemi tanára. A Pécsi Tudományegyetem Transzlációs Medicina Intézetében egyetemi docens. A PharMagist Zrt. alapítója és vezérigazgatója, az Accredit Laboratórium Kft. tudományos tanácsadója.

## Munkássága
Kutatási területe a növényi eredetű készítmények minőségi és mennyiségi analitikai vizsgálata, biológiai hatásaik, hatásosságuk és biztonságosságuk értékelése, de klinikai gyógyszerészeti kutatásokat is folytat. Magyarországon elsőként végzett növényi termékek hatásosságára és biztonságosságára irányuló metaanalíziseket. A Magyar Fitoterápiás Munkacsoport alapítója és szakmai vezetője.
Sisakvirág-alkaloidokkal végzett kutatásai keretében elsőként mutatta ki, hogy a hagyományos kínai gyógyászatban alkalmazott feldolgozási során a növényekben gyulladáscsökkentő lipoalkaloidok képződnek, s ezek jelenléte hozzájárulhat azok fájdalomcsillapító hatásához. Több kutatásban foglalkozott a kannabinoidok hatásaival, beleértve a kannabidiol potenciális aritmogén hatásával és a kannabidiol tetrahidrokannabinollá alakulásával kapcsolatos vizsgálatokat.
Számos könyv szerzője vagy szerkesztője, több száz tudományos és ismeretterjesztő cikket publikált. Gyógyszerész- és orvostanhallgatóknak fitoterápiát oktat. A Fiatal Kutatók Akadémiájának alapító tagja.

## Díjai, elismerései
- 2023. Apáczai Csere János-díj[11]
- 2023. Magyar Kémikusok Egyesülete nívódíja
- 2022. Magyar Kémikusok Egyesülete nívódíja
- 2019. HáziPatika Egészséghősök – közönségdíj egészségügyi szakember kategóriában
- 2019. 21 Nő az Egészségért Alapítvány elismerő oklevele
- 2018. Magyar Kémikusok Egyesülete nívódíja
- 2018. Juhari Zsuzsanna-díj (különdíj)
- 2017. Nekem szól! Egészségértés díj (egészségügyi szakember kategória, 2. hely)
- 2017. Bruckner Győző-díj (ifjúsági)
- 2010. Végh Antal-nívódíj

## Főbb művei
- Csupor Dezső (szerk.): PirulaKalauz. (PharMagist, 2020.)
- Kovács Lajos, Csupor Dezső, Lente Gábor, Gunda Tamás: 100 Chemical Myths - Misconceptions, Misunderstandings, Explanations (Springer, 2014.)
- Csupor D., Szendrei K. (szerk.): Gyógynövénytár - gyógynövények modern felhasználása. (második, javított, bővített kiadás) Medicina Könyvkiadó, Budapest, 2012.
- Kovács Lajos, Csupor Dezső, Lente Gábor, Gunda Tamás: 100 kémiai mítosz: kérdések – félreértések – magyarázatok (Akadémiai Kiadó, Budapest, 2011.)
- Szendrei Kálmán, Csupor Dezső (szerk.): Gyógynövénytár – gyógynövények modern felhasználása. (Medicina Könyvkiadó, Budapest, 2009.)
- Csupor Dezső: Fitoterápia (JATEPress, 2007.)